# F-47戰鬥機
波音F-47是波音公司在次世代制空權（NGAD）计划下为美国空军开发中的一款空优第六代戰鬥機。美国空军官员表示，自2020年以来已进行实验性飞行测试。
F-47戰鬥機预计将在2025-2029年投入使用，美空军计划最低采购185架。届时它将成为美国首款第六代战斗机。

## 命名
2025年3月美国空军参谋长戴维·奥尔文表示，該戰機流水號F-47是與國防部長商討後選定，有以下意義：
1. 紀念P-47在二戰時卓越貢獻。
2. 致敬美國空軍在1947年成立。
3. 表彰第47任總統川普關鍵支持。

而先前流水號已授予忠誠僚機測試型號YFQ-42A（通用原子）及YFQ-44A（安杜里爾）。

## 开发
F-47计划是美国空军NGAD计划的一部分，旨在替换老化的F-22猛禽戰鬥機机队。该计划设想采用“系统家族”方法，F-47作为核心有人驾驶平台，由无人协作作战飞机（CCA）提供支持。
NGAD开发合同的获胜者原定于2024年选出，但美国空军部长在项目成本飙升后暂停了该计划，每架战斗机的价格达到F-35的三倍，并允许进行内部研究，以确定该计划在航空和防空技术快速进步（尤其是美国对手的进步）的情况下，空中优势方法的可持续性。
2025年3月21日，美国总统唐纳德·特朗普宣布，价值超过200亿美元的F-47工程和制造开发合同将授予波音公司。宣布后，波音公司股价收盘比前一天上涨了7%，而洛克希德·马丁的股价则比前一天下跌了5.7%。
该合同预计将振兴波音的军事航空部门，特别是其位于密苏里州圣路易斯的战斗机生产线。《国防一号》写道：“波音近年来投入了数十亿美元建设新设施，对NGAD和其他下一代计划寄予厚望，希望最终使其国防部门恢复盈利。”波音防务部门临时首席执行官史蒂夫·帕克称这一建设为“我们防务业务历史上最重要的投资。”
该计划其實自2020年以来一直在试飞X-飛機——用于验证设计和技术元素的实验性飞机。美国空军参谋长戴维·阿尔文表示，预计将在特朗普任期结束之前的2029年初完成試飛F-47任務。

## 设计
关于F-47设计的细节仍属机密。美国空军参谋长戴维·奧尔文表示，F-47将拥有“比我们的第五代战斗机（即F-22猛禽戰鬥機和F-35閃電II戰鬥機）更长的航程、更先进的隐身能力、更可持续、可支持，并且可用性更高”、“拥有超过1,000海里（约1852千米）的作战半径、超过2马赫的最快飞行速度”，其成本将低于F-22，计划采购185架，“更适应未来威胁”，并且“部署所需的人力和基础设施将显著减少”。
预计它将具备先进的隐身能力、传感器融合以及与无人机群协调作战的能力，所有这些都旨在提供战斗中的优势。